# Mabrúk Zájd
Mabrúk Zájd (arabul: مبروك زايد; Rijád, 1979. február 11. –) szaúd-arábiai válogatott labdarúgókapus.

## Pályafutása

### Klubcsapatban
1998 és 2000 között az Er-Rijád csapatában játszott. 2000 és 2014 között az El-Áttihád játékosa volt, melynek tagjaként 2004-ben és 2005-ben megnyerte az AFC-bajnokok ligáját. Négyszeres szaúdi bajnok (2001, 2003, 2007, 2009).

### A válogatottban
2001 és 2011 között 43 alkalommal játszott a szaúd-arábiai válogatottban. Részt vett a 2002-es és a 2006-os világbajnokságon, illetve a 2004-es és a 2011-es Ázsia-kupán.

## Sikerei, díjai
El-Ittihád
- Szaúd-arábiai bajnok (4): 2000–01, 2002–03, 2006–07, 2008–09
- AFC-bajnokok ligája győztes (2): 2004, 2005